# Peperino

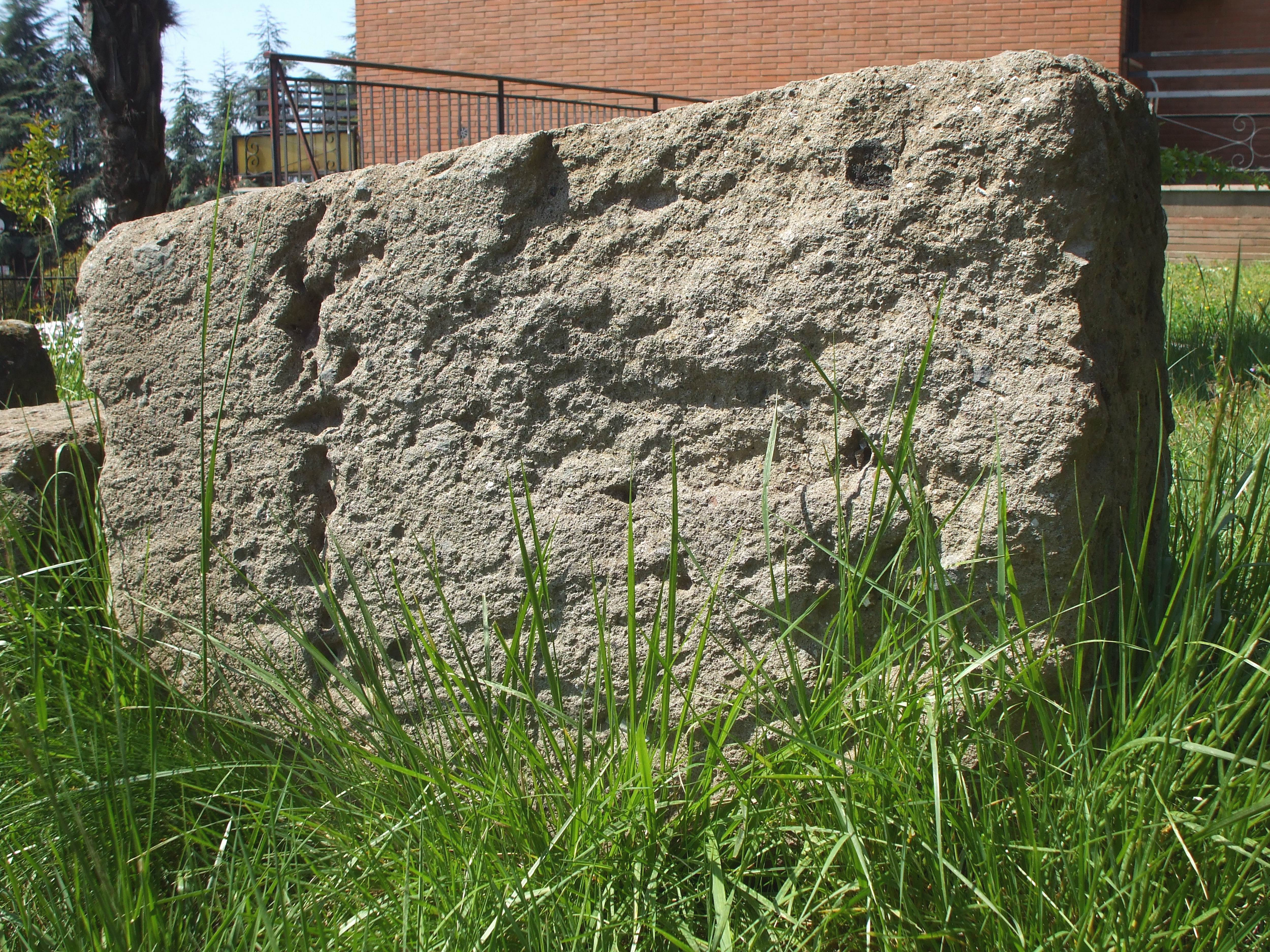
Een ruw blok Peperino uit de Romeinse tijd

Peperino is een variant van tufsteen, die gevonden wordt nabij de Italiaanse stad Viterbo. Het is een sedimentair gesteente van vulkanisch materiaal; pyroclastisch gesteente.
Het bestaat in verschillende kwaliteiten, waaronder:
- de geel-grijze: deze is los en korrelig en niet bruikbaar als bouwsteen in het Nederlandse klimaat.
- de rode kwaliteit: deze is vaster, maar eveneens niet erg weervast. Deze steen kan echter in een keramische oven nagebakken worden, waardoor hij veel harder en vaster wordt. Hij wordt dan ook dieper rood.
- Peperino Duro is een grauwe steen, die zeer weervast is en vrij goed te bewerken. Hij is de afgelopen decennia regelmatig toegepast ter vervanging van Bentheimer zandsteen.

## Gebruik
Peperino Duro is sterk en weervast en kan gebruikt worden voor alle steenhouwwerk waaraan hoge eisen gesteld worden qua duurzaamheid; met name lijsten, vlakke muurdelen, afdekkingen, ook is het wel gebruikt voor beeldhouwwerk. Zo is bijvoorbeeld in de jaren zeventig en tachtig van de twintigste eeuw ornament- en beeldhouwwerk van de Sint-Janskathedraal in 's-Hertogenbosch vervangen in Peperino.
De steen heeft echter als nadeel dat gedetailleerd werk in deze steen technisch weliswaar uitvoerbaar is, maar door de kleurstelling niet tekent: alles wordt één vlakke grijze massa. Daarom moet men de vormen dieper uitwerken dan bijvoorbeeld in een lichte zandsteen of kalksteen. De steen is bovendien korrelig van structuur, waardoor het moeilijk scherp te detailleren is.
Op plekken met veel vochtbelasting en tot twee meter hoogte kan Peperino beter niet worden gebruikt, omdat de steen na verloop van tijd een beschermende huid vormt, die zowel de opname van vocht als het weer afstaan ervan beperkt. Hierdoor kunnen op natte plekken zoutkristallen ontstaan die de opperlaag van de steen op den duur doen afstoten.

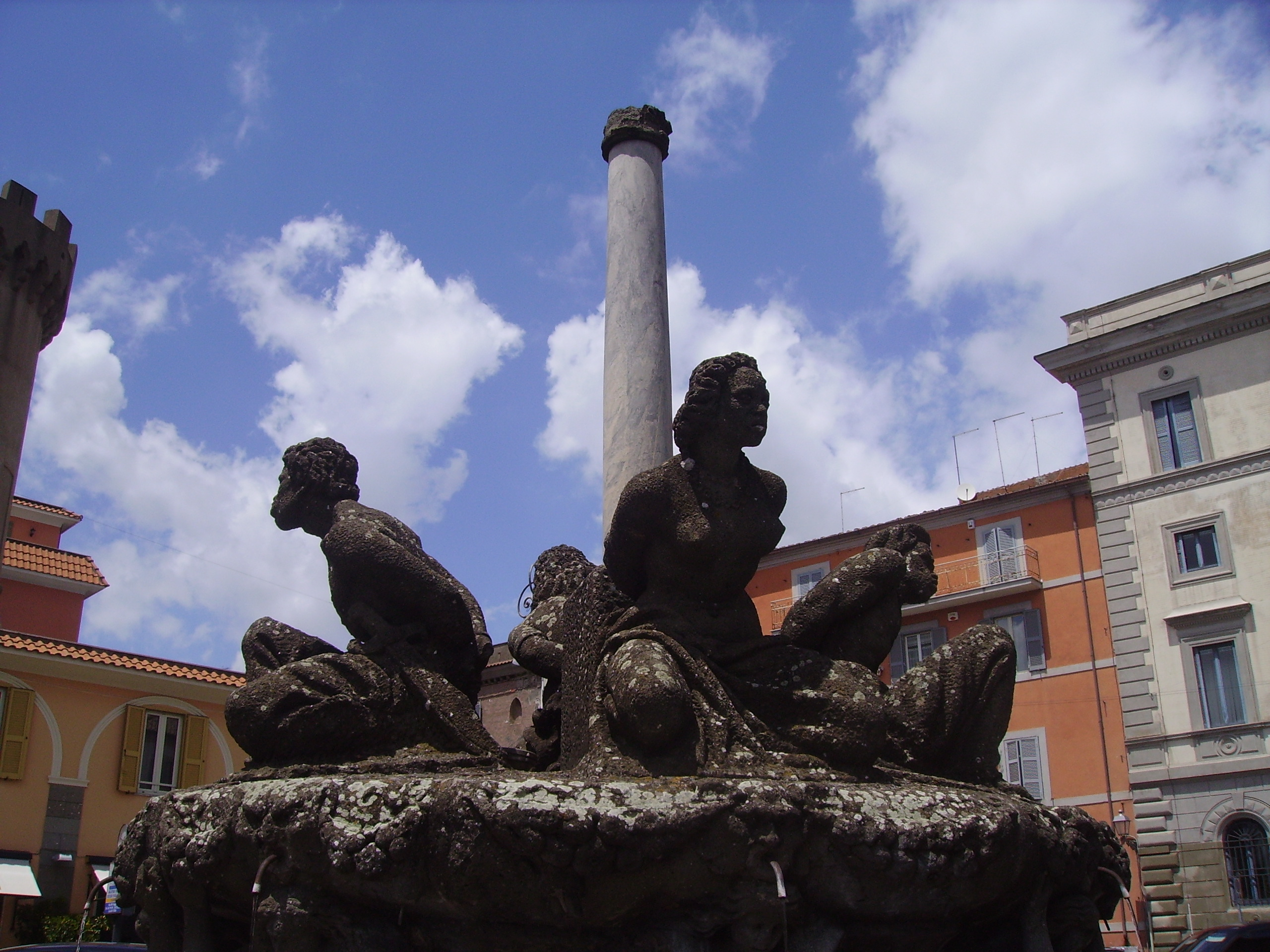
Een fontein met beeldhouwwerk in Peperino, uit Marino in Italië
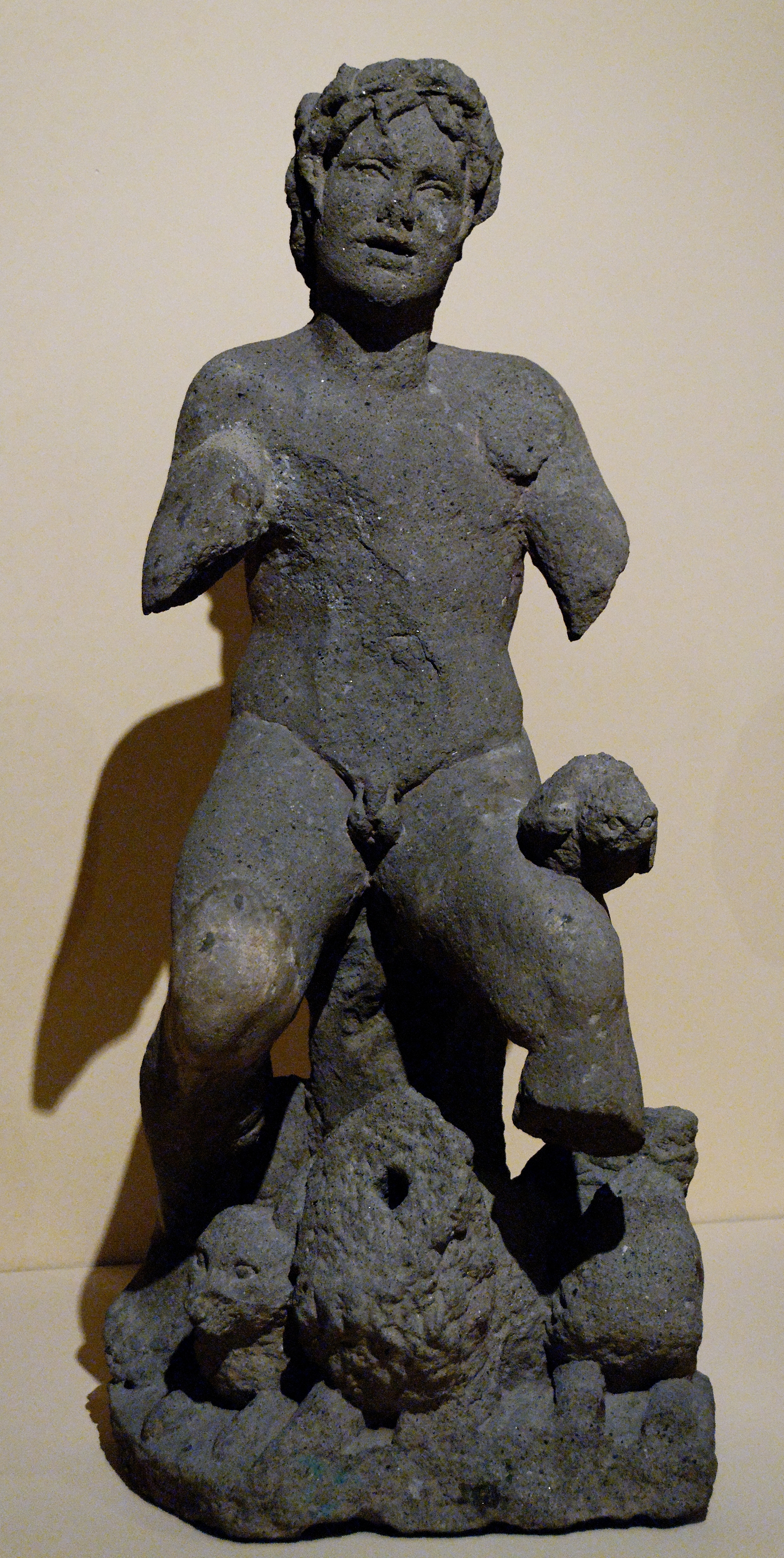
Romeins beeld van Orpheus, 2e eeuw v. Chr, Peperino
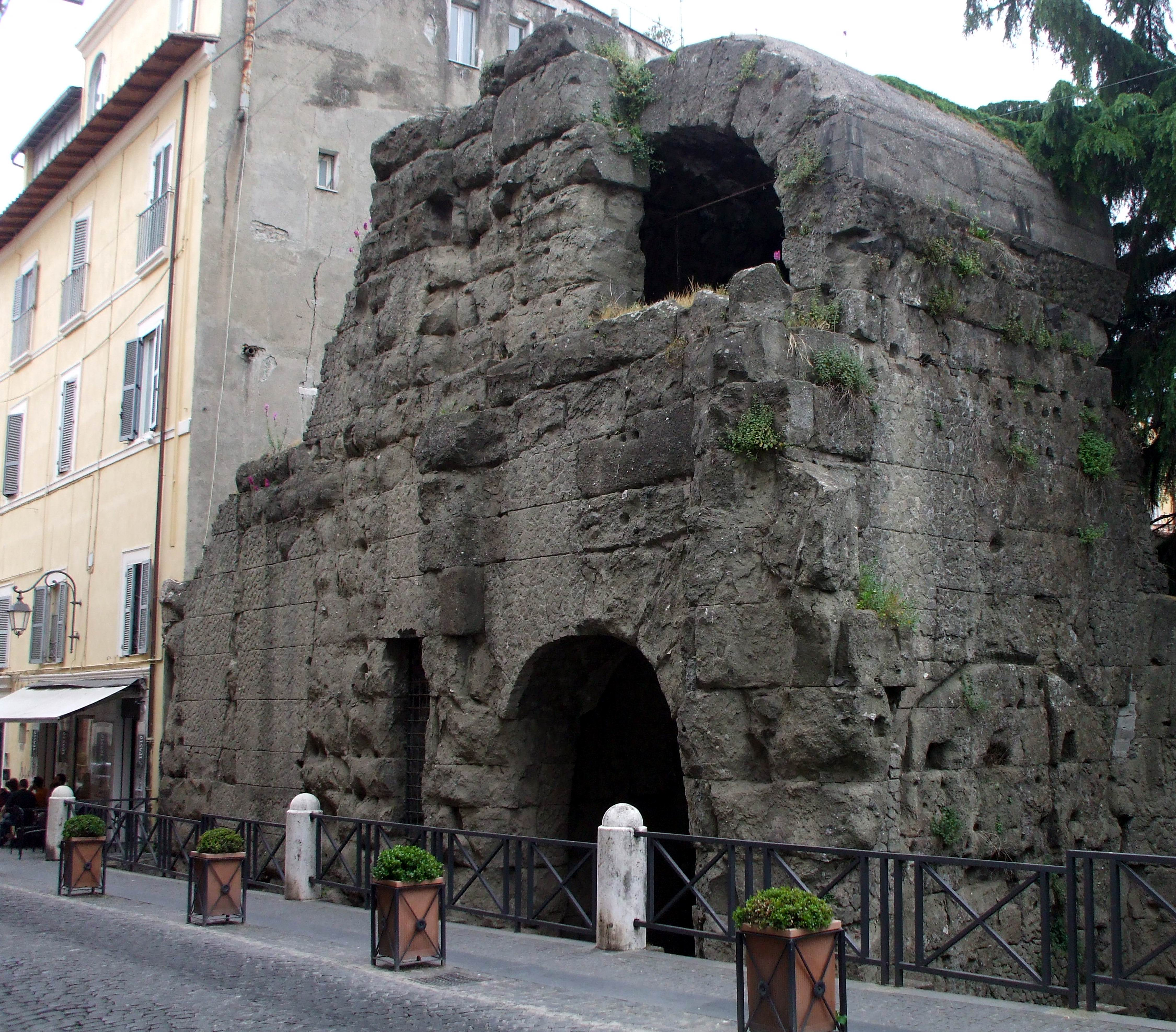
De 'Porta Pretoria' in Albano Laziale in Italië. Een duidelijk voorbeeld van de weervastheid en de grauwe tekening van Peperino